# Henrik Harlaut
Henrik Harlaut (Sollentuna, 14 augustus 1991) is een Zweeds freestyleskiër die is gespecialiseerd in de slopestyle en de big air. Hij vertegenwoordigde zijn vaderland op de Olympische Winterspelen 2014 in Sotsji en op de Olympische Winterspelen 2018 in Pyeongchang.

## Carrière
Bij zijn wereldbekerdebuut, in september 2012 in Ushuaia, eindigde Harlaut meteen op de 2e plaats op het onderdeel slopestyle. In 2013 nam Harlaut deel aan de Winter X Games in Aspen. Harlaut was de beste in het onderdeel big air en behaalde zilver op de slopestyle. Een jaar later was Harlaut opnieuw de beste op de big air tijdens de achttiende Winter X Games. Op de slopestyle eindigde hij vierde.
Tijdens de Olympische Winterspelen van 2014 in Sotsji behaalde Harlaut de 6e plaats op de slopestyle. Op 3 september 2016 behaalde Harlaut zijn eerste overwinning in een wereldbekerwedstrijd dankzij winst in het onderdeel big air in het Chileense El Colorado. In het seizoen 2016/2017 won de Zweed de wereldbeker op het onderdeel big air. Op de wereldkampioenschappen freestyleskiën 2017 in de Spaanse Sierra Nevada eindigde hij als vierde op het onderdeel slopestyle. Tijdens de Olympische Winterspelen van 2018 in Pyeongchang eindigde Harlaut als zeventiende op het onderdeel slopestyle.
In Park City nam de Zweed deel aan de wereldkampioenschappen freestyleskiën 2019. Op dit toernooi veroverde hij de zilveren medaille op het onderdeel big air, op het onderdeel slopestyle eindigde hij op de vijfde plaats.

## Resultaten

### Olympische Winterspelen
| Jaar | Plaats      | Resultaat      |
| ---- | ----------- | -------------- |
| 2014 | Sotsji      | 6e Slopestyle  |
| 2018 | Pyeongchang | 17e Slopestyle |
| 2022 | Beijing     | Big air        |

### Wereldkampioenschappen
| Jaar | Plaats        | Resultaat               |
| ---- | ------------- | ----------------------- |
| 2013 | Voss          | 53e Slopestyle          |
| 2017 | Sierra Nevada | 4e Slopestyle           |
| 2019 | Park City     | Big air · 5e Slopestyle |

### Wereldbeker
Eindklasseringen
| Seizoen   | Algm   | BA   | SS  |
| --------- | ------ | ---- | --- |
| 2012/2013 | 76e    | –    | 9e  |
| 2013/2014 | 122e   | –    | 29e |
| 2015/2016 | 82e    | –    | 16e |
| 2016/2017 | Zilver | Goud | 26e |
| 2017/2018 | 110e   | –    | 20e |
| 2018/2019 | 59e    | 17e  | 13e |
| 2019/2020 | 70e    | 9e   | 33e |

Wereldbekerzeges
| Datum            | Plaats          | Onderdeel  |
| ---------------- | --------------- | ---------- |
| 3 september 2016 | El Colorado     | Big air    |
| 2 december 2016  | Mönchengladbach | Big air    |
| 23 november 2018 | Stubai          | Slopestyle |